# Fantezie (gen artistic)

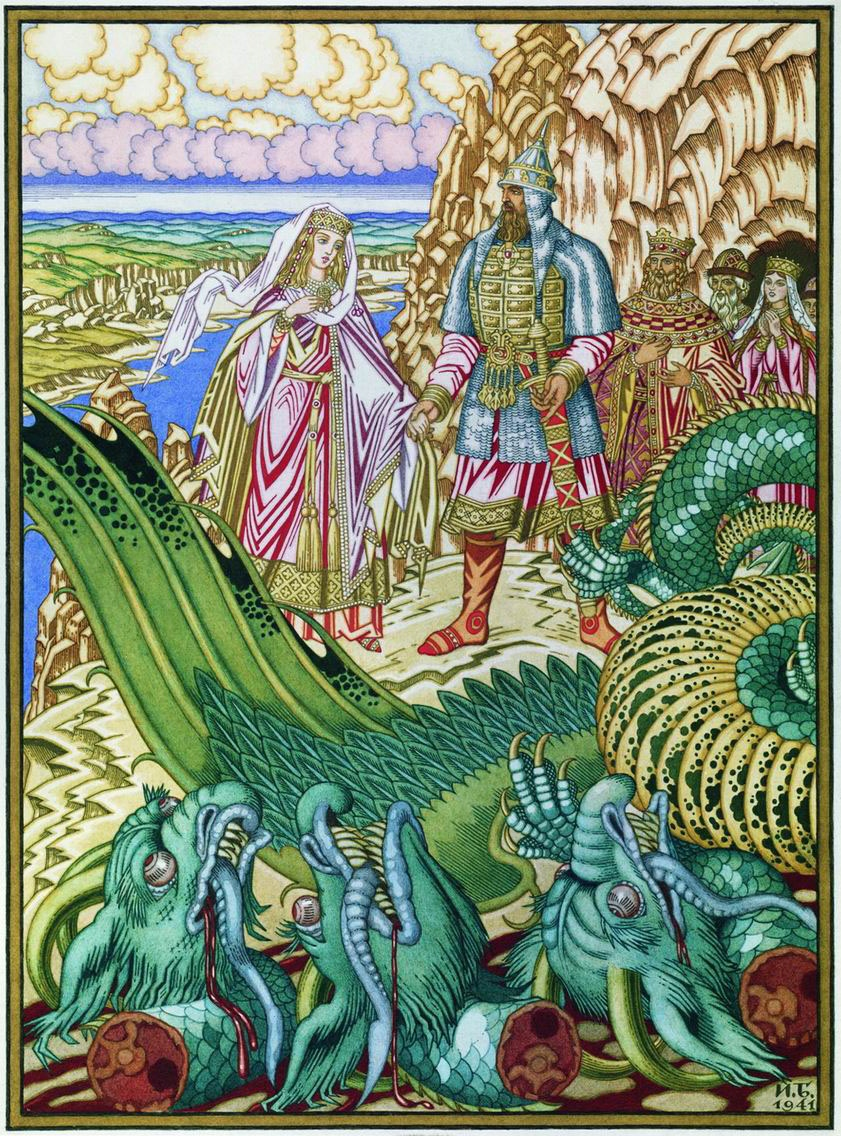
Folclor rusesc: Dobrînia Nikitici o salvează pe Zabava Putiaticina de dragonul Gorynyci.

Fantezia, desemnată și prin termenul englezesc „fantasy”, în cadrul domeniului artei, este o subspecie a fantasticului, un gen al literaturii fantastice și a unei multitudini de alte genuri artistice precum cele ale domeniului animației, apropiată de miraculosul folcloric, cu un întreg arsenal de elemente de magie. Din cele mai vechi timpuri, oamenii au creat și au spus povești. Din acestea s-au clădit mituri care au influențat gândirea și modul de viață al multor generații. Mai mult, în mituri a fost marcată cu litere de aur cunoașterea arhaică a omenirii. Așa cum omul a văzut prima oară focul, frica, cutremurul, gheața, copacul, cerul și stelele, soarele și luna, așa le povestesc miturile străvechi. De-a lungul vremii, întregi concepții despre crearea lumii au luat naștere. Crezând în aceste mituri, oamenii le-au transformat în religii, oferindu-le un loc important în viața lor de zi cu zi.

## Definiția fanteziei
Astăzi, fantezia în arta modernă este cu mult diferită față de miturile arhaice. Însă, rădăcinile ei se află în aceste prime creații cu caracter existențial ale minții omenești. Fantezia înseamnă imaginație. Autorii de fantezie creează lumi noi, nemaivăzute, animate de magie și locuite de rase și creaturi fantastice. Prima caracteristică a genului este aceea că lumea descrisă nu este cea reală, ci una imaginată, dar care nu are nici o legătură cu Pământul, ca în cazul SF-ului. Lumile fanteziei sunt mult diferite, ele fiind marcate de existența magiei și a creaturilor și raselor diferite de om. 
În scrierile mai recente, omul nici nu mai este amintit. Lumile fanteziei sunt întemeiate pe credințe mitice, iar rasele au rădăcini în mitologiile popoarelor. Dacă vreți, putem privi fantezia ca un ecou al mitologiei. Diferența este că, în fantezie, se pune un mare accent pe poveste și pe personaje, care sunt mult diferite de cele ale literaturii “clasice” (ne gândim la realism, tradiționalism, prousianism etc.) schimbate mult de cadrul în care se petrec. În fapt, fiecare temă clasică poate fi plasată în acest cadru, căpătând noi dimensiuni, care nu-și au locul în lumea reală.
Din dimensiunea mitică rezultă și alte caracteristici definitorii pentru gen. Fantezia se explică prin apel la astfel de mituri și credințe, lăsând mereu loc pentru ca o nouă poveste să fie spusă. O dată ce te-a prins, mereu vei vrea să afli mai mult. Poveștile fanteziei sunt înconjurate de un mister ce se pierde întotdeauna în negura primelor clipe.

## Subgenuri
Fantezia cuprinde numeroase subgenuri caracterizate prin anumite teme sau elemente distincte sau prin suprapunerea cu alte genuri literare sau forme de ficțiune speculativă. Acestea includ:
- Basmul
- Dieselpunk, similar cu steampunk dar cu tehnologie de la începutul secolului al XX-lea
- Fabula, include animale sau creaturi mitologice și are o tentă moralizatoare
- Fantastique, un gen literar francez ce presupune elemente supranaturale
- Fantezie bangsiană, numit după John Kendrick Bangs, presupune interacțiuni cu personalități istorice celebre în viața de apoi
- Fantezie comică, fantezie cu un ton umoristic
- Fantezie contemporană, a cărui acțiune se petrece în lumea reală dar implică magie și alte elemente supranaturale
- Fantezie eroică, ce urmărește poveștile unor eroi din tărâmuri imaginare
- Fantezie gaslamp, a cărui acțiune se petrece în perioada victoriană sau edwardiană, influențat de literatura gotică
- Fantezie grea, ale cărui elemente supranaturale sunt menite a fi consistente și explicabile
- Fantezie istorică, ficțiune istorică cu elemente fantastice
- Fantezie înaltă sau fantezie epică, caracterizat prin subiect și teme de proporții epice[1]
- Fantezie întunecată, care conține elemente din literatura de groază
- Fantezie joasă, în care elementele supranaturale sunt foarte puține sau absente
- Fantezie juvenilă, literatură pentru copii cu elemente fantastice
- Fantezia manierelor, care se axează pe manierele sociale sub forma comediei manierelor
- Fantezie romantică, care se axează pe relațiile romantice
- Fantezie științifică, care include elemente din literatura științifico-fantastică
- Fantezie urbană, a cărui acțiune se desfășoară într-un oraș
- Ficțiune mitică, inspirată din mituri, folclor și basme
- Legenda, care combină realitatea istorică cu ficțiunea
- Mitopee, care creează o mitologie fictivă
- Poezie fantastică, poezie cu tematică fantastică
- Romanță paranormală, literatură de dragoste cu elemente fantastice
- Shenmo, care implică zei și creaturi din mitologia chineză
- Steampunk, care implică mașinării anacroniste propulsate cu aburi
- Wuxia, ficțiune cu arte marțiale care incorporează adesea elemente fantastice

## Sabie și vrăjitorie
Un gen înrudit cu fantezia clasică și mai apropiat de jocuri și benzi desenate decât de literatură este sabie și vrăjitorie (din en. sword and sorcery), inventat în 1930 de către Robert E. Howard și personificat de personajul Conan Barbarul. Prin urmare, acest gen prezintă conflicte tăioase între eroi neînfricați și vrăjitori, magi, spirite și alte creaturi ale întunericului. Imediat, gândul ne poartă la vechile basme românești, ca Harap-Alb sau Prâslea. Caracterul violent este însă mult mai pronunțat în fantezie decât aici, eroii sunt mai puternici și mai curajoși, imagine promovată de americani, începând chiar cu Howard.

## Temnițe și dragoni
Genul este redefinit și readus în atenția publicului de către Wizards of the Coast ("Vrăjitorii țărmului"), acum 30 de ani, ca gen principal pentru "Dungeons & Dragons" și trilogiile literare care au însoțit acest joc. Eroii și personajele negative primesc alte coordonate, temele sunt mai variate și mai profunde. Eroii americani trec acum în benzi desenate și sunt clasificați drept fantezie cu super-eroi.
Revenind la Wizards, merită menționate seriile de jocuri care au apărut după succesul imens avut de „temnițe și dragoni” (Dungeons&Dragons), jocuri care au adus zeci de povești minunate, și o serie de lumi ale fanteziei de neuitat. Genul se bazează acum pe o diversitate crescândă la nivelul lumilor, al raselor și al temelor, ilustrată de D&D și "Magic: The Gathering" (un joc de cărți foarte popular datorită complexității și inteligenței sale).

## Lumea disc
În opoziție cu cele două genuri, fantezia clasică și săbii și vrăjitorie, unii scriitori, precum Terry Pratchett, construiesc un nou gen, care folosește satira și ironia la adresa fanteziei în general. „Lumea Disc” a lui Pratchett conține felurite aluzii la rase și lumi ale fanteziei, sau satire și parodii pentru romane cunoscute (de exemplu, Faust). Umorul este principala caracteristică, iar lumea nu este bine conturată. Accentul se pune pe acțiunile personajelor, pe întâmplări și pe dialog. Acest subgen a fost denumit fantezie comică sau fantezie joasă (antonimul fanteziei înalte).

## Fantezie romantică. Fantezie de dragoste
Datorită interferențelor cu celelalte genuri de literatură, fantezia a cunoscut mai multe sub-genuri. Mercedes Lackey își scrie prima trilogie în jurul anilor 1980, considerată primul roman de fantezie romantică, însă a nu fi confundat cu fantezia de dragoste. Romanele Arrows of the Queen („Săgețile reginei”), Arrows Flight („Zborul săgeților”) și Arrows Fall („Căderea săgeților”) reprezintă primul mare succes categorisit drept fantezie romantică. Pe scurt, genul conține istoriile unor personaje feminine puternice și influente. Ca idei principale găsim, într-un fel sau altul, toleranța și diversitatea, protejarea lumii înconjurătoare etc. Tema iubirii este destul de prezentă, iar personajele sunt caracterizate mai ales din perspectiva sentimentelor."
Fantezia de dragoste (en. "Love Fantasy") este sub-genul în care doar sentimentele și exprimarea lor contează fiind însăși acțiunea romanului (nuvelei). Asta pentru că cineva trebuie să și iubească, sau să fie iubit, nu să se afle mereu în razboiul permanent dintre bine și rău, întuneric și lumină.

## Fantezia științifică
Anumiți scriitori de fantezie și-au îndreptat atenția și spre genul științifico-fantastic, rezultând ceea ce se definește ca gen științifico-fantezist (science-fantasy) sau fantezie științifică. Majoritatea fiind povești scurte, fantezia științifică nu este atât de dezvoltată, mai ales datorită opoziției dintre genuri. SF-ul explică supranaturalul, pe când fantezia îl acceptă ca magie și îl amplifică, oferindu-i o dimensiune mitică. Arthur C. Clarke considera însă că orice tehnologie destul de avansată din SF poate fi considerată similară magiei din fantezie. 
Aici se îmbină în fapt cele două genuri. Terry Brooks are poate cea mai frumoasă trilogie științifico-fantezistă, The Sword of Shannara („Sabia Shannarei”). Lumea Shannara este un amestec de magie și tehnologie, în care are loc un puternic război al raselor. Probabil cea mai cunoscută serie științifico-fantezistă este Star Wars („Războiul stelelor”). Chiar dacă înclină mult spre SF ca lume și anumite trăsături (nave spațiale, lasere, roboți), tema centrală este urmărită în stilul fanteziei: lupta dintre bine și rău, prezentată ca lupta între întuneric și lumină. Abilitățile de Jedi, săbiile laser etc. nu sunt explicate științific: ele pur și simplu există. “Forța” este magia din Star Wars, care conferă lumii un caracter mitic. În comparație, Star Trek folosește o abordare științifică a evenimentelor și a lumii; poate, din această cauză, nu a fost atât de popular precum creația lui George Lucas.
Un minunat exemplu de science fiction este Dragonsdawn, prima carte din seria Dragonriders of Pern, scrise de Anne McCaffrey începând cu 1988. Cartea este un altfel de amestec între SF și fantezie, începând cu colonizarea planetei Pern, pentru ca sfârșitul să ne prezinte zborul unui dragon și al stăpânului său, creație genetică a noilor locuitori de pe Pern.
Un sub-gen aparte este fantezia întunecată ("dark fantasy"). Similar ca locație și tematică cu fantezia înaltă ("high fantasy"), acest gen preia atmosfera cărților de groază. Personajele sunt astfel vampiri, vârcolaci, fantome, oameni morți etc. Anne Rice este poate cel mai cunoscut exemplu, cu Vampire Chronicles („Cronicile vampirilor”). Michelle Sagara West este o altă scriitoare remarcabilă, datorită romanelor ei care prezintă figuri demonice : seriile The Sundered („Spintecatul”) și The Sun Sword („Sabia soarelui”).
În încheiere, merită menționate direcțiile pe care o ia fantezia în ziua de astăzi. Prima este ceea ce numim fantezie contemporană, care merge spre povestea fantastică gen Eliade, studiată la orele de literatură română. În lumea reală se petrec o serie de evenimente ciudate, care duc fie la descoperirea unor forțe magice, fie a unor creaturi din recuzita fanteziei. Cea de-a doua direcție este întoarcerea spre genul clasic și spre construirea de lumi magice, populate de creaturi fantastice, fie ele arhetipale sau originale.

## Fantezia în România
Fantezia este un gen artistic adus în România cu puțin timp în urmă, de către o grupare de tineri care și-au propus atunci să îl 
promoveze și să îl dezvolte. Între timp, apare "Stăpânul Inelelor", 
și românii devin fani ai filmului și cumpără cartea. Totuși, încă 
nu există o bază de fani solidă și cunoscătorii sunt puțini. O comunitate 
a fanteziei asemenea celor din SUA sau Anglia, leagănele acestui gen,
este departe de a fi realizată. Există o inițiativă în acest sens, 
concretizată în singurul site al spațiului de internet românesc dedicat fanteziei.
Începuturi timide: romanele lui Marian Coman și Costi Gurgu.